# U21-europamästerskapen i taekwondo 2023
U21-europamästerskapen i taekwondo 2023 hölls mellan den 7 och 10 december 2023 i Bukarest i Rumänien. Det var den 13:e upplagan av U21-europamästerskapen i taekwondo.

## Medaljörer

### Herrar
| Gren   | Guld                              | Silver                        | Brons                                 |
| 54 kg  | Iván Escolar · Spanien            | Bleron Ademi · Kosovo         | Kaan Yelaldı · Turkiet                |
| 54 kg  | Iván Escolar · Spanien            | Bleron Ademi · Kosovo         | Konstantinos Dimitropoulos · Grekland |
| 58 kg  | Jesús Fraile · Spanien            | Teodoro Del Vecchio · Italien | Lev Korneev · Serbien                 |
| 58 kg  | Jesús Fraile · Spanien            | Teodoro Del Vecchio · Italien | Samir Mirzojev · Ukraina              |
| 63 kg  | Iker Abad · Spanien               | Volodymyr Bystrov · Ukraina   | Daniele Biscosi · Italien             |
| 63 kg  | Iker Abad · Spanien               | Volodymyr Bystrov · Ukraina   | Simur Mirzojev · Ukraina              |
| 68 kg  | Berkay Erer · Turkiet             | Luka Raškovič · Slovenien     | Stefan Stamenov · Bulgarien           |
| 68 kg  | Berkay Erer · Turkiet             | Luka Raškovič · Slovenien     | Adrián Salanova · Spanien             |
| 74 kg  | Yiğithan Kılıç · Turkiet          | Juan Antonio Milán · Spanien  | Ante Kovač · Kroatien                 |
| 74 kg  | Yiğithan Kılıç · Turkiet          | Juan Antonio Milán · Spanien  | Andrij Tjumatjenko · Ukraina          |
| 80 kg  | Matej Nikolić · Kroatien          | Vito Krpan · Kroatien         | Oscar Kovačič · Kroatien              |
| 80 kg  | Matej Nikolić · Kroatien          | Vito Krpan · Kroatien         | Mohamed Mendy · Frankrike             |
| 87 kg  | Josip Bilić Pavlinović · Kroatien | Artem Harbar · Ukraina        | Erik Farmakas · Sverige               |
| 87 kg  | Josip Bilić Pavlinović · Kroatien | Artem Harbar · Ukraina        | Rahmet Şimşek · Turkiet               |
| +87 kg | Sotiris Michopoulos · Grekland    | Dragoș Marinescu · Moldavien  | Phillipos Dimitrakopoulos · Grekland  |
| +87 kg | Sotiris Michopoulos · Grekland    | Dragoș Marinescu · Moldavien  | Petros Andreou · Cypern               |

### Damer
| Gren   | Guld                            | Silver                                 | Brons                            |
| 46 kg  | Sofía García · Spanien          | Džejla Makaš · Bosnien och Hercegovina | Zemfira Hasanzade · Azerbajdzjan |
| 46 kg  | Sofía García · Spanien          | Džejla Makaš · Bosnien och Hercegovina | Hayrunnisa Gürbüz · Turkiet      |
| 49 kg  | Elif Öztabak · Turkiet          | Indra Bodén · Sverige                  | Ilenia Matonti · Italien         |
| 49 kg  | Elif Öztabak · Turkiet          | Indra Bodén · Sverige                  | Noa Romero · Spanien             |
| 53 kg  | Mia Tukić · Kroatien            | Rüya Diler · Turkiet                   | Senanur Çelik · Turkiet          |
| 53 kg  | Mia Tukić · Kroatien            | Rüya Diler · Turkiet                   | Zeynep Taşkın · Turkiet          |
| 57 kg  | Aleyna Şenyurt · Turkiet        | Margarita Vukić · Kroatien             | Jada Van Wijngaarden · Spanien   |
| 57 kg  | Aleyna Şenyurt · Turkiet        | Margarita Vukić · Kroatien             | Caroline Volders · Belgien       |
| 62 kg  | Viviana Márton · Ungern         | Luana Márton · Ungern                  | Miljana Reljikj · Nordmakedonien |
| 62 kg  | Viviana Márton · Ungern         | Luana Márton · Ungern                  | Irene Montemuiño · Spanien       |
| 67 kg  | Lena Moreno · Spanien           | Amy Mink · Nederländerna               | Giulia Maggiore · Italien        |
| 67 kg  | Lena Moreno · Spanien           | Amy Mink · Nederländerna               | Julia Nowak · Polen              |
| 73 kg  | Sude Yaren Uzunçavdar · Turkiet | Mila Mastelić · Kroatien               | Andela Berišaj · Montenegro      |
| 73 kg  | Sude Yaren Uzunçavdar · Turkiet | Mila Mastelić · Kroatien               | Sıla Nur Gençer · Turkiet        |
| +73 kg | Magdalena Matić · Kroatien      | Darija Željko · Kroatien               | Marija Kuts · Ukraina            |
| +73 kg | Magdalena Matić · Kroatien      | Darija Željko · Kroatien               | Esmeralda Husovic · Tyskland     |

## Medaljtabell
*   Värdland ( Rumänien)
| Nr                   | Nation                        | Guld | Silver | Brons | Totalt |
| -------------------- | ----------------------------- | ---- | ------ | ----- | ------ |
| 1                    | Turkiet (TUR)                 | 5    | 1      | 6     | 12     |
| 2                    | Spanien (ESP)                 | 5    | 1      | 4     | 10     |
| 3                    | Kroatien (CRO)                | 4    | 4      | 2     | 10     |
| 4                    | Ungern (HUN)                  | 1    | 1      | 0     | 2      |
| 5                    | Grekland (GRE)                | 1    | 0      | 2     | 3      |
| 6                    | Ukraina (UKR)                 | 0    | 2      | 4     | 6      |
| 7                    | Italien (ITA)                 | 0    | 1      | 3     | 4      |
| 8                    | Sverige (SWE)                 | 0    | 1      | 1     | 2      |
| 9                    | Bosnien och Hercegovina (BIH) | 0    | 1      | 0     | 1      |
| 9                    | Kosovo (KOS)                  | 0    | 1      | 0     | 1      |
| 9                    | Moldavien (MDA)               | 0    | 1      | 0     | 1      |
| 9                    | Nederländerna (NED)           | 0    | 1      | 0     | 1      |
| 9                    | Slovenien (SLO)               | 0    | 1      | 0     | 1      |
| 14                   | Azerbajdzjan (AZE)            | 0    | 0      | 1     | 1      |
| 14                   | Belgien (BEL)                 | 0    | 0      | 1     | 1      |
| 14                   | Bulgarien (BUL)               | 0    | 0      | 1     | 1      |
| 14                   | Cypern (CYP)                  | 0    | 0      | 1     | 1      |
| 14                   | Frankrike (FRA)               | 0    | 0      | 1     | 1      |
| 14                   | Montenegro (MNE)              | 0    | 0      | 1     | 1      |
| 14                   | Nordmakedonien (MKD)          | 0    | 0      | 1     | 1      |
| 14                   | Polen (POL)                   | 0    | 0      | 1     | 1      |
| 14                   | Serbien (SRB)                 | 0    | 0      | 1     | 1      |
| 14                   | Tyskland (GER)                | 0    | 0      | 1     | 1      |
| Totalt (23 nationer) | Totalt (23 nationer)          | 16   | 16     | 32    | 64     |